# Jelisaweta Jakowlewna Drabkina
Jelisaweta Jakowlewna Drabkina (russisch Елизавета Яковлевна Драбкина; * 16. Dezember 1901 in Brüssel; † 12. Februar 1974 in Moskau) war eine sowjetische Revolutionärin, Hochschullehrerin und Schriftstellerin.

## Leben
Drabkinas Eltern waren die Revolutionäre Jakow Drabkin, der sich Sergei Gussew nannte, und Feodossija Drabkina geborene Kapelewitsch, die sich in Brüssel zur Vorbereitung des II. Kongresses der Sozialdemokratischen Arbeiterpartei Russlands (RSDRP) aufhielten. Die Familie kehrte 1905 nach Russland zurück.

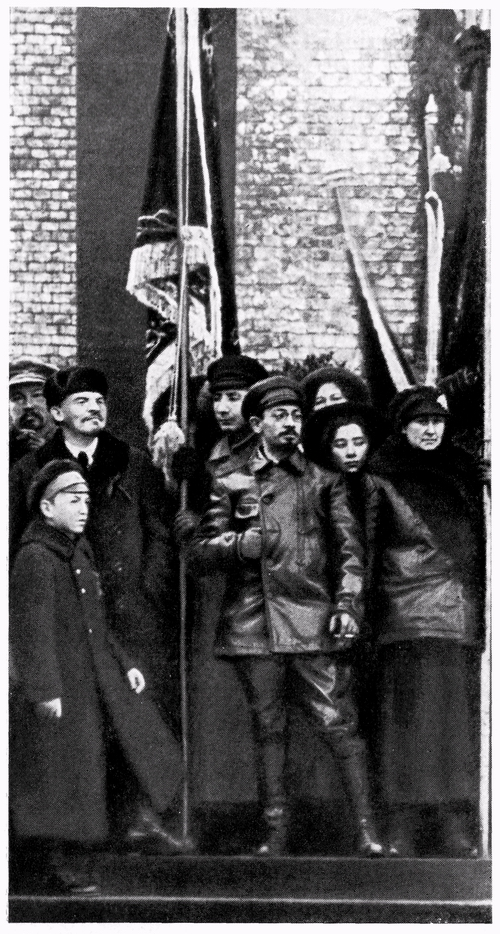
Drabkina links neben Swerdlow auf der Demonstration am 7. November 1918 auf dem Moskauer Roten Platz

Drabkina schloss 1917 den Besuch des Gymnasiums ab, schloss sich den Bolschewiki an und beteiligte sich in der Oktoberrevolution am Sturm auf den Winterpalast. Im März 1918 nach der Bildung der Regierung der RSFSR zog sie nach Moskau. Sie trat in die Rote Armee ein, wurde Maschinengewehrschützin und kämpfte im Bürgerkrieg im Juli 1918 als Freiwillige gegen die Tschechoslowakische Legion. Typhus-erkrankt kehrte sie im November dieses Jahres nach Moskau zurück und wurde nach Gesundung Sekretärin Jakow Swerdlows bis zu dessen Tod im März 1919. Sie arbeitete nun im Apparat des Zentralkomitees (ZK) der KPR (B), kämpfte an der Südfront, erhielt als Auszeichnung eine goldene Uhr und wurde Sekretärin der Turkestan-Kommission des ZK, Sekretärin des Turkestan-Regionalkomitees der KPR (B) und Mitglied des Komintern-Büros der Turkestan-Front.
Darauf wurde Drabkina 1920 zum Studium an die Moskauer Kommunistische Swerdlow-Universität geschickt. Sie beteiligte sich an der Niederschlagung des Kronstädter Matrosenaufstands 1921. Dann lehrte sie an der Kommunistischen Universität der Werktätigen des Ostens. Ende 1922 am Ende des Bürgerkriegs wurde sie vom ZK nach Transkaukasien geschickt, um eine Schule in Batumi zu leiten. Bis 1925 war sie mit dem Revolutionär und Tscheka- bzw. GPU-Mitarbeiter Alexander Iosselewitsch verheiratet.
Nach der Abordnung 1925–1926 nach Deutschland und Frankreich war Drabkina wissenschaftliche Senior-Mitarbeiterin der Kommunistischen Akademie. Sie schloss sich 1926 der trotzkistischen Opposition an und beendete 1927 ein Studium am Institut der Roten Professur, worauf sie 1928 aus der KPdSU ausgeschlossen wurde. Nach dem Verlassen der Opposition wurde sie 1930 wieder in die Partei aufgenommen.
Ab 1933 war Drabkina Professorin am Moskauer Institut für Marxismus-Leninismus, wissenschaftliche Senior-Mitarbeiterin des Instituts für Geschichte der Partei und wissenschaftliche Sekretärin des Volkskommissariats für Bildung der RSFSR. Sie begann Arbeiten zur Geschichte zu schreiben und veröffentlichte 1934 den Roman Otetschestwo (Vaterland).
Wegen Beteiligung an der trotzkistischen Organisation wurde Drabkina im August 1936 erneut aus der Partei ausgeschlossen und im Dezember 1936 verhaftet  und zu 5 Jahren Gefängnis bzw. nach Überprüfung zu 15 Jahren Besserungsarbeitslagerhaft mit 5 Jahren Verlust der Bürgerrechte verurteilt, die sie im NorilLag verbüßte. Nach der Freilassung 1946 wurde sie 1949 wieder verhaftet und aus Moskau verbannt.
Aus der Verbannung kam Drabkiona 1956 frei und kehrte nach Moskau zurück. Sie schrieb Bücher, insbesondere Tschornyje suchari (Schwarzer Zwieback) (1957–1960), woraus Herbert Rappaports deutsch-sowjetische Literaturverfilmung Schwarzer Zwieback (1972) mit Natalja Warlei in der Hauptrolle entstand.
Drabkina starb in Moskau am 12. Februar 1974 und wurde auf dem Nowodewitschi-Friedhof neben ihrem 2. Mann, dem Schriftsteller Alexander Iwanowitsch Babinez (1902–1968), begraben.